# 480 kilomètres de Jarama 1989
Navigation
Édition précédente Édition suivante
Les 480 kilomètres de Jarama 1989 (Il Tropheo Repsol Jarama 1989), disputées le 25 juin 1989 sur le circuit du Jarama, sont la dixième édition de cette épreuve, la première sur un format de 480 kilomètres, et la troisième manche du championnat du monde des voitures de sport 1989.

## Course

### Classement de la course
Classement à l'issue de la course (vainqueurs de catégorie en gras),, :
| Pos. | Catégorie | N°  | Écurie                           | Pilotes                             | Châssis                             | Pneus | Tours |
| Pos. | Catégorie | N°  | Écurie                           | Pilotes                             | Moteur                              | Pneus | Tours |
| ---- | --------- | --- | -------------------------------- | ----------------------------------- | ----------------------------------- | ----- | ----- |
| 1    | C1        | 62  | Team Sauber Mercedes             | Jean-Louis Schlesser Jochen Mass    | Sauber C9                           | M     | 145   |
| 1    | C1        | 62  | Team Sauber Mercedes             | Jean-Louis Schlesser Jochen Mass    | Mercedes-Benz M119 5,0 l V8 Turbo   | M     | 145   |
| 2    | C1        | 1   | Silk Cut Jaguar                  | Jan Lammers Patrick Tambay          | Jaguar XJR-9                        | D     | 144   |
| 2    | C1        | 1   | Silk Cut Jaguar                  | Jan Lammers Patrick Tambay          | Jaguar 7,0 l V12 Atmo               | D     | 144   |
| 3    | C1        | 6   | Repsol Brun Motorsport           | Oscar Larrauri Jesús Pareja         | Porsche 962C                        | Y     | 143   |
| 3    | C1        | 6   | Repsol Brun Motorsport           | Oscar Larrauri Jesús Pareja         | Porsche Type-935 3,0 l Flat-6 Turbo | Y     | 143   |
| 4    | C1        | 22  | Spice Engineering                | Wayne Taylor Thorkild Thyrring      | Spice SE89C                         | G     | 143   |
| 4    | C1        | 22  | Spice Engineering                | Wayne Taylor Thorkild Thyrring      | Ford Cosworth DFZ 3,5 l V8 Atmo     | G     | 143   |
| 5    | C1        | 61  | Team Sauber Mercedes             | Kenny Acheson Mauro Baldi           | Sauber C9                           | M     | 143   |
| 5    | C1        | 61  | Team Sauber Mercedes             | Kenny Acheson Mauro Baldi           | Mercedes-Benz M119 5,0 l V8 Turbo   | M     | 143   |
| 6    | C1        | 2   | Silk Cut Jaguar                  | John Nielsen Andy Wallace           | Jaguar XJR-9                        | D     | 142   |
| 6    | C1        | 2   | Silk Cut Jaguar                  | John Nielsen Andy Wallace           | Jaguar 7,0 l V12 Atmo               | D     | 142   |
| 7    | C1        | 10  | Porsche Kremer Racing            | Giovanni Lavaggi George Fouché      | Porsche 962CK6                      | Y     | 141   |
| 7    | C1        | 10  | Porsche Kremer Racing            | Giovanni Lavaggi George Fouché      | Porsche Type-935 3,0 l Flat-6 Turbo | Y     | 141   |
| 8    | C1        | 23  | Nissan Motorsports International | Mark Blundell Julian Bailey         | Nissan R89C                         | D     | 140   |
| 8    | C1        | 23  | Nissan Motorsports International | Mark Blundell Julian Bailey         | Nissan VRH35Z 3,5 l V8 Turbo        | D     | 140   |
| 9    | C1        | 13  | Courage Compétition              | Pascal Fabre Bernard de Dryver      | Cougar C22S                         | G     | 139   |
| 9    | C1        | 13  | Courage Compétition              | Pascal Fabre Bernard de Dryver      | Porsche Type-935 3,0 l Flat-6 Turbo | G     | 139   |
| 10   | C1        | 37  | Toyota Team Tom's                | Johnny Dumfries                     | Toyota 89C-V                        | B     | 139   |
| 10   | C1        | 37  | Toyota Team Tom's                | Johnny Dumfries                     | Toyota R32V 3,2 l V8 Turbo          | B     | 139   |
| 11   | C1        | 5   | Repsol Brun Motorsport           | Harald Huysman Stanley Dickens      | Porsche 962C                        | Y     | 139   |
| 11   | C1        | 5   | Repsol Brun Motorsport           | Harald Huysman Stanley Dickens      | Porsche Type-935 3,0 l Flat-6 Turbo | Y     | 139   |
| 12   | C1        | 34  | Porsche Alméras Montpellier      | Jacques Alméras Jean-Marie Alméras  | Porsche 962C                        | G     | 137   |
| 12   | C1        | 34  | Porsche Alméras Montpellier      | Jacques Alméras Jean-Marie Alméras  | Porsche Type-935 3,0 l Flat-6 Turbo | G     | 137   |
| 13   | C2        | 101 | Chamberlain Engineering          | Fermín Velez Nick Adams             | Spice SE89C                         | G     | 135   |
| 13   | C2        | 101 | Chamberlain Engineering          | Fermín Velez Nick Adams             | Ford Cosworth DFL 3,3 l V8 Atmo     | G     | 135   |
| 14   | C2        | 103 | France Prototeam                 | Claude Ballot-Léna Bernard Thuner   | Spice SE88C                         | G     | 131   |
| 14   | C2        | 103 | France Prototeam                 | Claude Ballot-Léna Bernard Thuner   | Ford Cosworth DFL 3,3 l V8 Atmo     | G     | 131   |
| 15   | C1        | 72  | Obermaier Primagaz               | Jürgen Lässig Pierre Yver           | Porsche 962C                        | G     | 131   |
| 15   | C1        | 72  | Obermaier Primagaz               | Jürgen Lässig Pierre Yver           | Porsche Type-935 3,0 l Flat-6 Turbo | G     | 131   |
| 16   | C1        | 20  | Team Davey                       | Tim Lee-Davey Max Cohen-Olivar      | Porsche 962C                        | D     | 129   |
| 16   | C1        | 20  | Team Davey                       | Tim Lee-Davey Max Cohen-Olivar      | Porsche Type-935 3,0 l Flat-6 Turbo | D     | 129   |
| 17   | C2        | 111 | PC Automotive                    | Richard Piper Olindo Iacobelli      | Spice SE88C                         | G     | 126   |
| 17   | C2        | 111 | PC Automotive                    | Richard Piper Olindo Iacobelli      | Ford Cosworth DFL 3,3 l V8 Atmo     | G     | 126   |
| 18   | C2        | 107 | Tiga Racing Team                 | Mario Hytten Jari Nurminen          | Tiga GC289                          | G     | 120   |
| 18   | C2        | 107 | Tiga Racing Team                 | Mario Hytten Jari Nurminen          | Ford Cosworth DFL 3,3 l V8 Atmo     | G     | 120   |
| 19   | C2        | 102 | Chamberlain Engineering          | Luigi Taverna John Williams         | Spice SE86C                         | G     | 113   |
| 19   | C2        | 102 | Chamberlain Engineering          | Luigi Taverna John Williams         | Hart 418T 1,8 l I4 Turbo            | G     | 113   |
| Abd. | C1        | 21  | Spice Engineering                | Eliseo Salazar Ray Bellm            | Spice SE89C                         | G     | 121   |
| Abd. | C1        | 21  | Spice Engineering                | Eliseo Salazar Ray Bellm            | Ford Cosworth DFZ 3,5 l V8 Atmo     | G     | 121   |
| Abd. | C2        | 106 | Porto Kaleo Team                 | Ranieri Randaccio Pasquale Barberio | Tiga GC288/9                        | G     | 82    |
| Abd. | C2        | 106 | Porto Kaleo Team                 | Ranieri Randaccio Pasquale Barberio | Ford Cosworth 3,3 l V8 Atmo         | G     | 82    |
| Abd. | C2        | 171 | Team Mako                        | James Shead Robbie Stirling         | Spice SE88C                         | G     | 37    |
| Abd. | C2        | 171 | Team Mako                        | James Shead Robbie Stirling         | Ford Cosworth DFL 3,3 l V8 Atmo     | G     | 37    |
| Abd. | C2        | 178 | Didier Bonnet                    | Didier Bonnet Gérard Tremblay       | ALD C2                              | Y     | 13    |
| Abd. | C2        | 178 | Didier Bonnet                    | Didier Bonnet Gérard Tremblay       | BMW M80 3,5 l I6 Atmo               | Y     | 13    |
| N.p. | C2        | 177 | Automobiles Louis Descartes      | Louis Descartes Alain Serpaggi      | ALD C289                            | G     | -     |
| N.p. | C2        | 177 | Automobiles Louis Descartes      | Louis Descartes Alain Serpaggi      | Ford Cosworth 3,3 l V8 Atmo         | G     | -     |